# Catedral de Santa María (Tokio)
La Catedral de Santa María (東京カテドラル聖マリア大聖堂 Tōkyō Katedoraru Sei Maria Daiseidō?) es la sede de la arquidiócesis de Tokio de la Iglesia católica, que se encuentra en Sekiguchi, en el barrio de Bunkyō, Tokio (Japón).

## Historia
La estructura original, un edificio de madera de estilo gótico, databa de 1899. Construida originariamente como capilla de un seminario, se convirtió en iglesia parroquial de Sekiguchi en 1900, para finalmente ser nombrada catedral del arzobispado de Tokio en 1920. En 1911 fue construida la gruta de Lourdes por el misionero francés Fr. Demanger. La edificación primitiva fue destruida por un incendio durante un ataque en la Segunda Guerra Mundial.
En 1961, Kenzō Tange ganó el concurso para su reconstrucción, siendo construida con ayuda de Wilhelm Schlombs, arquitecto de la archidiócesis de Colonia; el ingeniero Yoshikatsu Tsuboi, que trabajó con Tange en muchos de sus proyectos; y el arquitecto Max Lechner Zurich. La nueva catedral fue inaugurada en diciembre de 1964.

## Arquitectura
La catedral tiene planta de cruz latina, desde la cual se elevan ocho paráboloides hiperbólicos. Las mismas al tomar altura forman una cruz de luz que se continúa verticalmente a lo largo de las cuatro fachadas que alojan 4 grandes vitrales que permiten el paso de la luz natural, iluminando los muros de hormigón. A este volumen romboidal se le adosan otras estructuras y construcciones secundarias, incluidos el baptisterio, y la pila bautismal. Sus volumen rectangulares contrastan con el esquema simbólico de la catedral. El campanario de 60 metros de altura se erige próximo a la catedral.
Las superficies exteriores están revestidas de acero inoxidable, lo que les otorga un cierto brillo que se corresponde con el espíritu religioso de la construcción.
El uso que hace Tange del hormigón, contribuye a la estética del conjunto, haciéndolo resaltar. Tange logra que el material se convierta en parte esencial del proyecto y no en un mero soporte constructivo.